# Mappa conforme

Una griglia e la sua immagine lungo una mappa conforme: le curve sono distorte ma restano ortogonali (gli angoli sono preservati).

In matematica, in particolare nella geometria conforme, una mappa conforme (o isogonica) è una funzione che conserva gli angoli. Più formalmente, una mappa
{\displaystyle w=f(z)}
è detta conforme (o che preserva gli angoli) in {\displaystyle z_{0}} se conserva gli angoli orientati tra le curve passanti per {\displaystyle z_{0}}, come anche la loro orientazione, cioè rimane invariato l'angolo tra le tangenti delle curve passanti per {\displaystyle z_{0}}. Le mappe conformi conservano sia gli angoli che la forma di figure infinitesimalmente piccole, ma non necessariamente le loro dimensioni.
La proprietà di essere conforme può essere descritta in termini del jacobiano. Se la matrice jacobiana della trasformazione è ovunque uno scalare moltiplicato per una matrice di rotazione, allora la trasformazione è conforme (se cioè la jacobiana rappresenta una similitudine). È impossibile che una proiezione sia contemporaneamente conforme ed equivalente (ossia che mantenga i rapporti tra le superfici). Ne sono un esempio la proiezione di Mercatore e le proiezioni stereografica e centrografica.

## Analisi complessa
Un'importante famiglia di mappe conformi viene dall'analisi complessa. Se {\displaystyle U} è un sottoinsieme aperto del piano complesso, allora una funzione
{\displaystyle f\colon U\to \mathbb {C} }
è conforme su {\displaystyle U} se e solo se è una funzione olomorfa e se la sua derivata è ovunque diversa da zero su {\displaystyle U}. Se la derivata è zero in punto {\displaystyle z_{0}} la funzione non è conforme solo in quel punto.
Talvolta è preferibile considerare mappa conforme da un aperto {\displaystyle U} in un aperto {\displaystyle V} del piano complesso una qualunque funzione olomorfa su {\displaystyle U} e biettiva da {\displaystyle U} in {\displaystyle V}, legando in questo modo, in maniera indissolubile, i concetti di mappa conforme e di equivalenza conforme tra due aperti.
Se {\displaystyle f} è una funzione antiolomorfa (cioè la funzione complesso coniugato è olomorfa), allora preserva gli angoli, ma non la loro orientazione, quindi non è conforme.
Il teorema della mappa di Riemann afferma che ogni insieme aperto semplicemente connesso in {\displaystyle \mathbb {C} } ammette una funzione biunivoca conforme che lo trasforma nel cerchio unitario in {\displaystyle \mathbb {C} }.

## Utilizzi
Se una funzione armonica (cioè che soddisfa l'equazione di Laplace {\displaystyle \nabla ^{2}f=0}) definita in un certo spazio viene trasformata con una mappa conforme in un altro spazio, allora tale trasformazione è armonica. Per tale ragione, ogni funzione definita come un potenziale può subire una trasformazione conforme e rimanere ancora vincolata a un potenziale. Esempi, in fisica, di equazioni definite da un potenziale si trovano nello studio del campo elettromagnetico, del campo gravitazionale e in fluidodinamica. L'importanza delle trasformazioni conformi per l'elettromagnetismo fu messa in luce da Harry Bateman nel 1910.
Le mappe conformi sono utili per risolvere problemi di fisica e ingegneria che sono espressi in termini di funzioni di variabile complessa ma con geometrie scomode. Scegliendo un'appropriata mappa conforme, si può trasformare la geometria scomoda in una più semplice. Per esempio, se si vuole calcolare il campo elettrico {\displaystyle E(z)} di una carica puntiforme posizionata vicino all'angolo di due piani conduttori separati da un certo angolo (dove {\displaystyle z} è la coordinata complessa del punto in uno spazio a 2 dimensioni). Questo problema è, in sé, di difficile risoluzione. Tuttavia, impiegando una semplice mappa conforme, si può ottenere una configurazione più comoda mappando l'angolo tra i piani in un altro, per esempio un angolo piatto: in questo modo, l'angolo tra i due piani è trasformato in una linea diritta. In questo nuovo dominio, il problema — calcolare il campo elettrico della carica puntiforme posizionata vicino a una lastra conduttrice — è di soluzione molto più facile. La soluzione ottenuta in questo dominio, {\displaystyle E(w)}, viene poi mappata nel dominio originale. Si noti che quest'applicazione non contraddice il fatto che le mappe conformi preservano gli angoli, perché fanno ciò solo nei punti all'interno del dominio e non sul bordo.

## Visualizzazione degli effetti di una trasformazione conforme

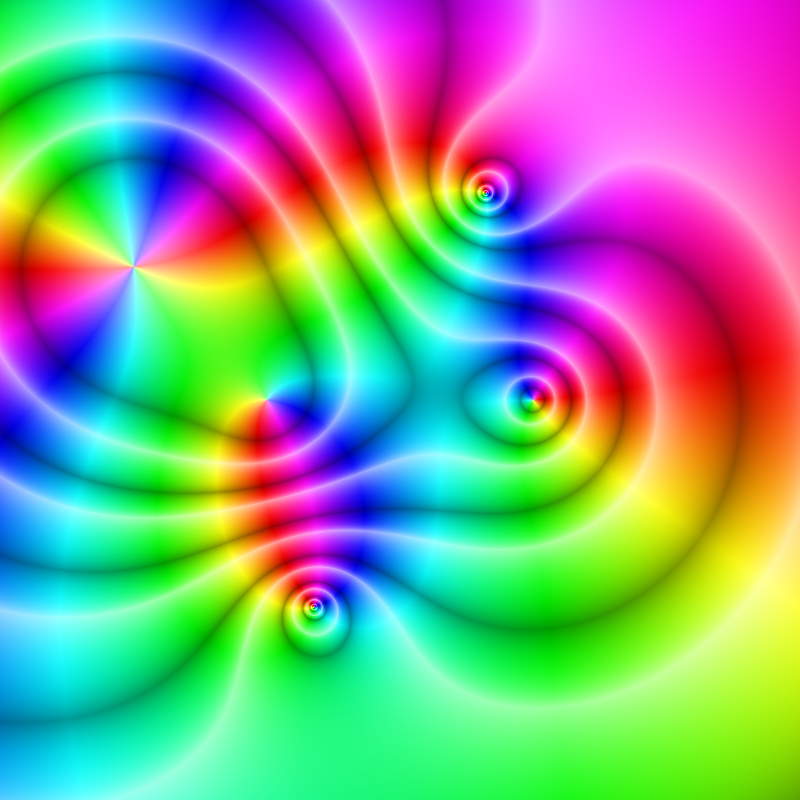
Rappresentazione della funzione complessa:
col metodo della colorazione del dominio: la tonalità rappresenta l'argomento; l'intensità, il modulo

La visualizzazione degli effetti di una mappa conforme (ad esempio, su un sottoinsieme del piano complesso) sono difficili da cogliere, dal momento che essi coinvolgono la contro-intuitiva visualizzazione mentale in uno spazio quadridimensionale, che sfugge alla normale intuizione spaziale tridimensionale. Le tecniche utilizzate prevedono l'osservazione degli effetti che si producono applicando la trasformazione a immagini predeterminate.

### Colorazione del dominio
Il metodo della colorazione del dominio prevede, ad esempio, di sottoporre a trasformazione conforme un prefissato cerchio cromatico, formato da infiniti colori.
Dato un numero complesso espresso in notazione polare {\displaystyle z=re^{i\theta }}, è facile stabilire una corrispondenza tra il suo argomento (o fase) e una tonalità, dal momento che anche quest'ultima, nel cerchio cromatico, è rappresentata con un angolo: l'argomento {\displaystyle \theta } viene rappresentato da una determinata tonalità che è quindi uguale per tutti i complessi con la stessa fase.
Il modulo {\displaystyle r=|z|} è rappresentato dall'intensità del colore (o da variazione della sua intensità).

### Immagini conformi

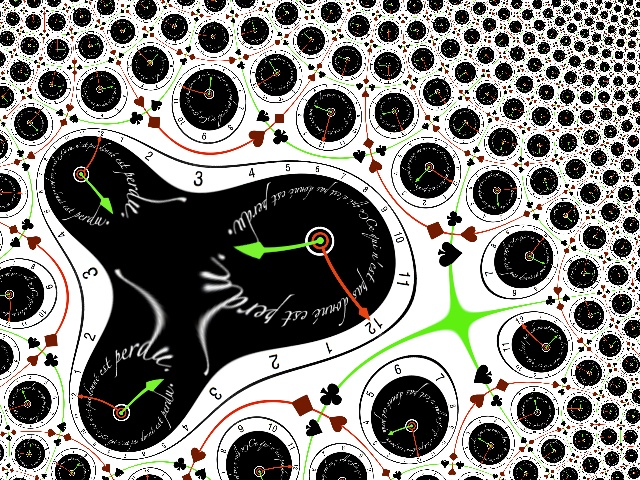
Effetti di un polinomio di grado 4 su una tassellatura regolare

Un'altra tecnica, che può essere considerata una generalizzazione della precedente, permette di visualizzare l'effetto della trasformazione non su un cerchio cromatico ma su una tassellatura del piano realizzata con l'iterazione di una prefissata immagine finita.
L'interesse pedagogico di questo metodo è quello di poterlo applicare a un flusso di immagini provenienti da una webcam per permettere una maggiore interattività e un più ricco anello di retroazione.